# Fluorethan
Fluorethan ist eine chemische Verbindung aus der Gruppe der gesättigten Fluorkohlenwasserstoffe.

## Gewinnung und Darstellung
Fluorethan kann durch Reaktion von Ethen mit Fluorwasserstoff oder durch Reaktion von Chlorethan mit Silber(I)-fluorid gewonnen werden.
{\displaystyle \mathrm {C_{2}H_{4}+HF\longrightarrow C_{2}H_{5}F} }
{\displaystyle \mathrm {C_{2}H_{5}Cl+AgF\longrightarrow C_{2}H_{5}F+AgCl} }

## Eigenschaften
Fluorethan ist ein extrem entzündbares Gas, das wenig löslich in Wasser ist. Es zersetzt sich bei Erhitzung, wobei unter anderem Fluorwasserstoff entsteht. Seine kritische Temperatur liegt bei 102,3 °C, der kritische Druck bei 50,3 bar und die kritische Dichte bei 0,8176 g/cm3.
Fluorethan bildet entzündliche Dampf-Luft-Gemische. Der Explosionsbereich liegt zwischen 5 Vol.‑% (100 g/m3) als untere Explosionsgrenze (UEG) und 10 Vol.‑% (200 g/m3) als obere Explosionsgrenze (OEG).
Das Fluorethan-Molekül kann mit unterschiedlichen Formelschreibweisen dargestellt werden:

Keilstrichformel
Valenzstrichformel
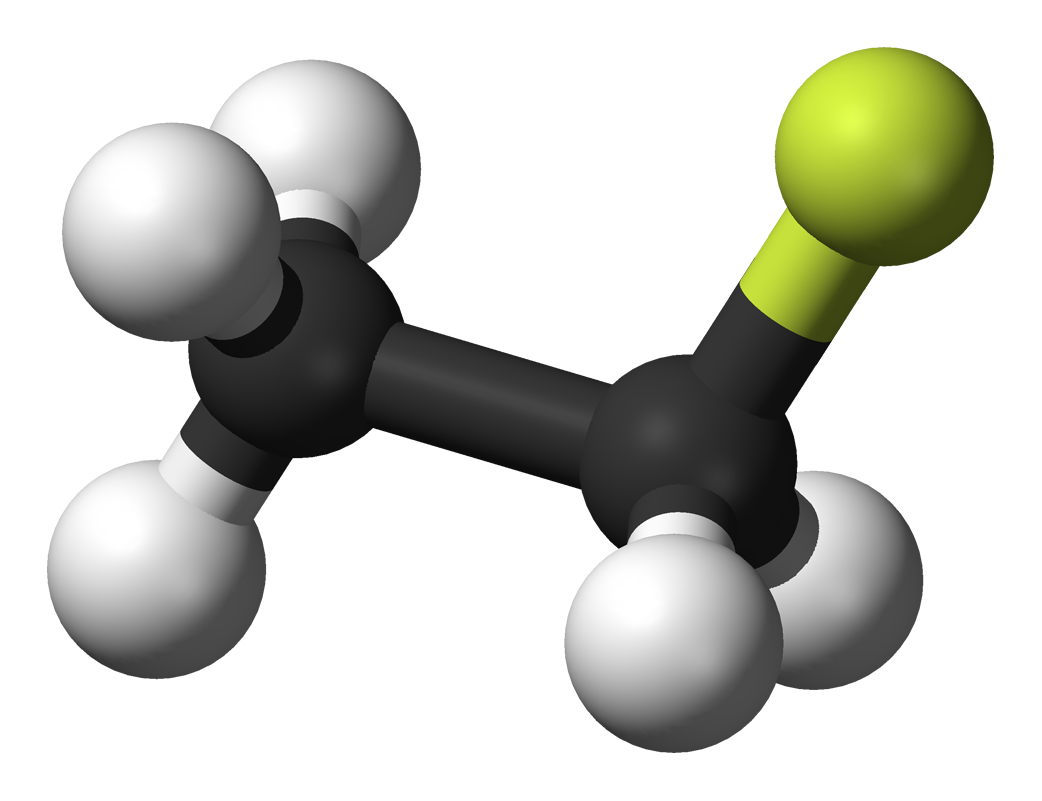
Kugel-Stab-Modell

## Verwendung
Fluorethan kann als Kältemittel verwendet werden, hat aber aufgrund seiner Eigenschaften praktisch keine industrielle Bedeutung.

## Sicherheitshinweise
Fluorethan bildet mit Luft ein explosionsfähiges Gemisch.